# Fred van Lier
Alfred Alex Josef Marie (Fred) van Lier  (Den Haag, 20 augustus 1927 – Vlaardingen, 7 oktober 2005) was een Nederlands politicus van de PvdA.
Zijn vader was belastingadviseur bij het departement van Arbeid. Fred van Lier heeft hbs gedaan en voor het vervullen van de militaire dienstplicht ging hij drie jaar naar Nederlands-Indië waar hij te maken kreeg met een strafoverplaatsing vanwege socialistische sympathieën. Nadat hij in 1951 naar Nederland teruggekomen was, ging hij werken in het bedrijfsleven. Van 1970 tot 1974 was hij hoofdambtenaar bij het ministerie van Onderwijs en Wetenschappen. Daarnaast was hij actief in de lokale politiek. In 1970 kwam hij in de gemeenteraad van Den Haag en ongeveer drie jaar later werd hij daar wethouder. In april 1982 werd Van Lier de burgemeester van Vlaardingen wat hij tot zijn pensionering in september 1992 zou blijven. Eind 2005 overleed hij op 78-jarige leeftijd. Postuum is in 2007 het plein voor station Vlaardingen Oost naar hem vernoemd: het Burgemeester Van Lierplein.
Zijn oudere broer Theo van Lier zat voor de PvdA in de Tweede Kamer.